# Vaspurakan

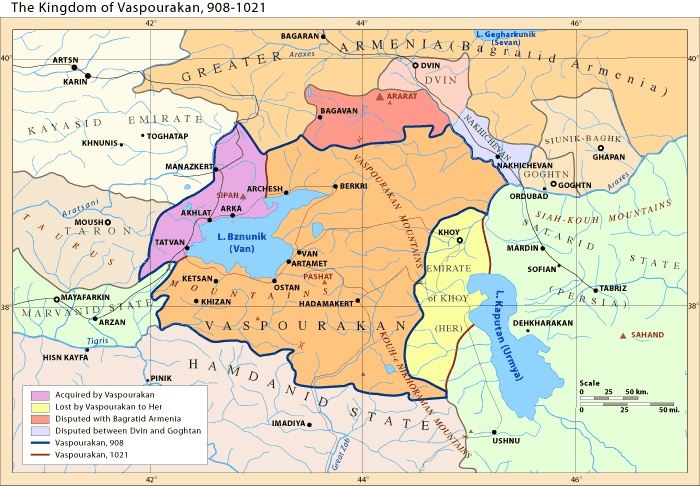
Das Reich Vaspourakan, 908–1021

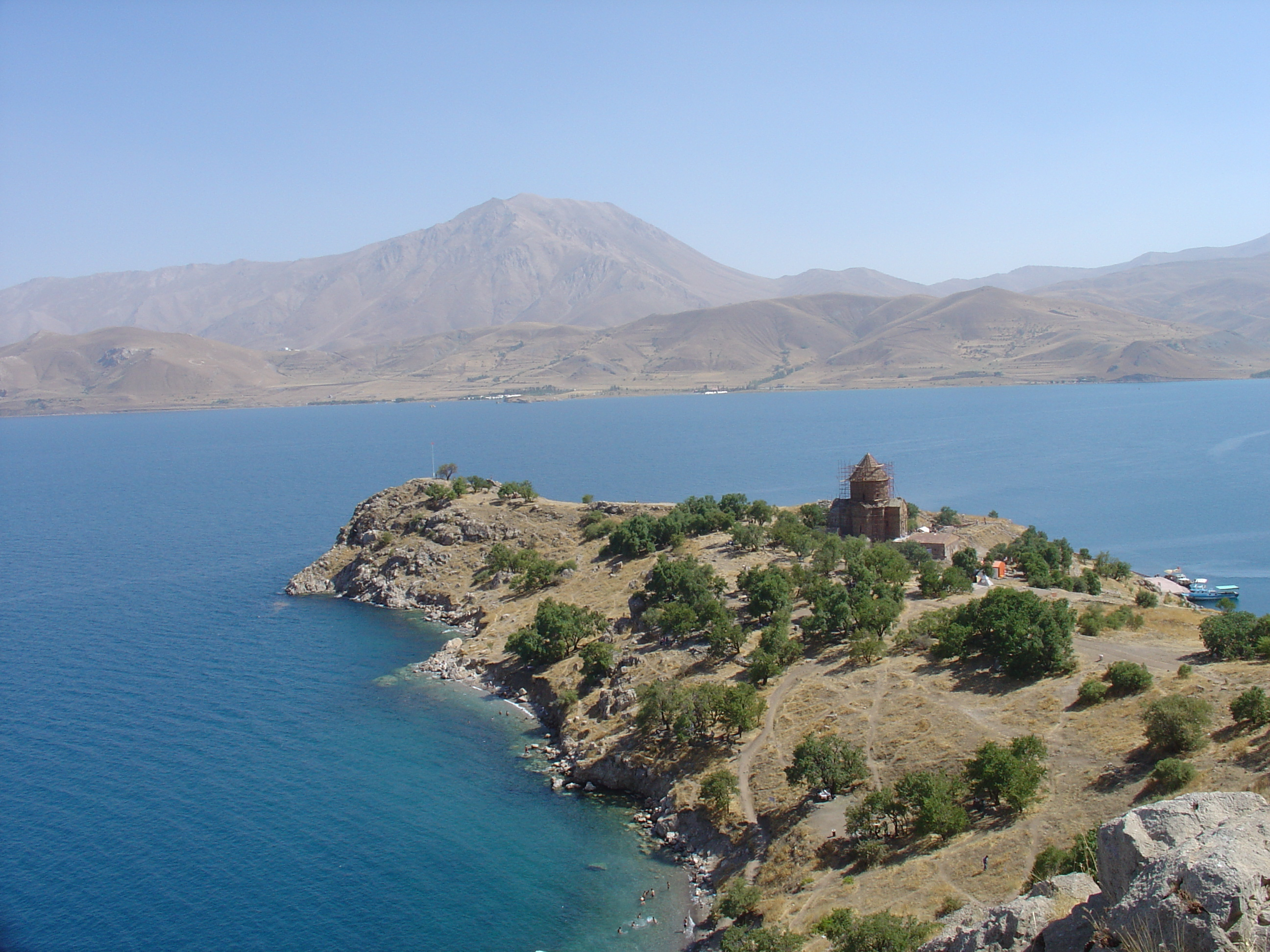
Die Insel Aghtamar, Residenz des Königs Gagik I. (908–943/944)

Vaspurakan (armenisch Վասպուրական, Bedeutung: Nobles Land oder Land der Prinzen) war ein armenisches mittelalterliches Reich im südwestlichen Armenien, zwischen dem Vansee in der heutigen Osttürkei und dem Großen Zab.

## Geschichte
Während des Großteils seiner Geschichte wurde Vaspurakan von der Dynastie der Arzruni beherrscht. Die Arzruni errichteten nach 800 ein Fürstentum am Vansee. Auf seinem Höhepunkt 908 nahm Vaspurakan das Land zwischen Vansee und Urmiasee ein. Zu dieser Zeit unterstand Vaspurakan dem Königreich Ani.
Ab ca. 800 wurde das Gebiet von arabischen Einfällen heimgesucht. 851 fand ein Aufstand gegen die arabischen Herrscher statt, der von dem armenischen Nationalepos Sasnay crer, „die verrückten Helden von Sason“ besungen wird.
Vaspurakan wurde nach 908 zum Königreich erhoben. Die Einfälle der oghusischen Türken ab 1018 führten zur Eingliederung Vaspurakans an das Byzantinische Reich, das die stärkste nichtmuslimische Kraft der Region war. Matthias von Edessa berichtete 1018 über eine „barbarische Nation von Türken“, die zwischen Van und Naxçıvan ein armenisches Fürstentum angegriffen habe. Seinem Bericht zufolge habe das armenische Heer erstmals „berittenen, langhaarigen Bogenschützen“ gegenübergestanden.
1021 wurde es nach Verhandlungen in Trapezunt zwischen Basileios II. und David, dem Sohn von König Seneqerim Johannes, von Byzanz im Austausch zu Territorien in Mittelanatolien annektiert. Der letzte König Seneqerim Johannes zog mit 14.000 Familien nach Sebasteia und gründete in Kappadokien die Städte Arapgir und Akn. Senekerim-Johannes verwaltete als magistros Stratege von Kappadokien und Titularkönig sein Lehen in Kappadokien bzw. Kleinarmenien von Sebasteia aus. Der Strategos Nikephoros Komnenos gliederte Vaspurakan ab etwa 1022 auch de facto in das Byzantinische Reich ein.
Unter Byzanz gehörte Vaspurakan zum Thema Basprakania oder Media. 1041, nachdem König Gagik, Sohn des Johannes, auf dem Gebiet von Byzanz Zuflucht gesucht hatte, griff der Seldschukenherrscher Tughrul Beg (arm. Tullup) Ani an und belagerte es. Ani wurde 1064 durch Tugruls Neffen Alp Arslan eingenommen. 1050 wurde Basprakania mit dem Thema Talon vereinigt.
Nach der Annexion durch Byzanz gab es im Jahr 1004 mit Derenic, Sohn des Gurgen Khatchik, einen Herrscher über Antzivaziq. Dieser hatte zwei Brüder namens Gugik und Aschot. König Seneqerim Johannes’ Enkelin heiratete später König Gagik II. von Ani.
Ein anderer Teil der Dynastie lebte mit Khatchik dem Großen fort. Eine Nachfahrin von ihm heiratete später den König David von Ani.
Im 15. Jahrhundert bemühte sich Katholikos Zacharias III. von Aghtamar um eine Wiederbelebung des Königtums von Vaspurakan. Sein Nachfolger und Vetter, Katholikos Stephanos V. von Aghtamar (1465–1487), salbte 1466 Smbat Sefedinean, einen Neffen des Zacharias, zum einzigen neuzeitlichen König von Vaspurakan.

## Herrscher
- Hamazasp II., Prinz (800–836). Heiratete die Tochter des Bagratiden Aschot Msaker
- Aschot I. Abulabus Ardzruni, Prinz (836–852). Sohn des Hamazasp II.
- Gurgen I. Ardzruni, Prinz (852–853). Bruder des Aschot I.
- Abu Djafar Ardzruni, Prinz (853–854). Wahrscheinlich der Bruder des Aschot I.
- Gurgen II. Ardzruni von Mardastan, Prinz. (854–857). Entfernter Verwandter.
- Grigor Derenik Ardzruni, Prinz (857–868). Verheiratet mit Sdesia, Tochter des Aschot I.
- Aschot I. Abulabus Ardzruni, Prinz (868–874). Zweites Mal
- Grigor Ardzruni, Prinz (874–887). Zweites Mal
- Gagik Abu Morvan Ardzruni, Regent für Sargis Aschot (887–897), danach Prinz (897–898)
- Sargis Aschot, Prinz (898–900). Sohn des Grigor Ardzruni

Muslimische Gouverneure
- Emir Afschin (900).
- Safi (900–901).

Wieder lokale Dynastie
- Sargis Aschot (901–904)
- Khatchik Gagik III. Ardzruni, Herrscher von Rechtuniq (887–897). Prinz von Nordwest-Vaspurakan (904–937). König von ganz Vaspurakan (937–943). Bruder des Sargis Aschot
- Gurgen III. Artzruni, Herrscher von Parskahaiq (887–897). Prinz von Südost-Vaspurakan (904–925). Bruder des Sargis Aschot
- Derenic Aschot III., König (943–953). Sohn des Gagik III.
- Abuschal Hamazasp III., König (953–972). Bruder des Derenic Aschot III.
- Aschot Sahak, König (972–983). Sohn des Abuschal Hamazasp III.
- Gurgen Khatchik, König (983–1003) und Herrscher von Antzevaziq. Bruder des Aschot Sahak
- Seneqerim Johannes, König (1003–1021) und Herrscher von Rechtuniq. Auch König von Sivas (1021). Bruder des Gurgen Khatchik.

## Reichsgliederung
Das Königreich Vaspurakan hatte keine feste Hauptstadt. Der königliche Hof zog von einer Stadt in die andere. Darunter waren zum Beispiel Van und Ostan/Vostan (heute Gevaş).
Vapusrakan war in insgesamt 35 Kantone unterteilt. Diese waren nach dem lokalen Herrscher (arm: Nacharar) benannt.
| - Aghiovit - Aghvandrot - Akeh - Andzakhidzor - Antzevasiq - Arberani - Archishaovit |  | - Arnoyotn - Artavanian - Artashesian - Artaz - Atrpatunik - Bagan - Bujnunik |  | - Bogunik - Darni - Ervandunik - Gavityan - Gazrikan - Gokhten - Gukan |  | - Kirchunik - Kughanovit - Mardastan - Metz Aghbak - Metznunik - Nakhichevan - Rechtuniq |  | - Patspatounik - Palouniq - Taygirian - Tchevashrot - Tornavan - Tosb - Varajnuni |  |

## Kultur
Die Kirche zum Heiligen Kreuz (ar: Surb Chatsch) auf der Insel Aghtamar wird zwischen 915 und 921 von König Gagik Arzruni gegründet. Das Kloster Varagavank (tr: Yedi Kilise) am Berg Varag 9 km östlich von Van gründete König Seneqerim Johannes. Es wurde zum berühmtesten und wichtigsten Kloster der Gegend Van. Hier druckte später Chrimian Hairik die erste armenische Zeitung namens Arciv Vaspurakani (Der Adler von Vaspurakan). Bis zum späten 19. Jahrhundert residierte der armenische Erzbischof von Van in diesem Kloster. Das Kloster wurde am 30. April 1915 im Zuge des Völkermords an den Armeniern zerstört.